# Mount Helmer
Mount Helmer är ett berg i Kanada.   Det ligger i provinsen Alberta, i den centrala delen av landet, 3 100 km väster om huvudstaden Ottawa. Toppen på Mount Helmer är 3 068 meter över havet.
Terrängen runt Mount Helmer är huvudsakligen bergig, men den allra närmaste omgivningen är kuperad. Trakten runt Mount Helmer är nära nog obefolkad, med mindre än två invånare per kvadratkilometer.. Det finns inga samhällen i närheten. 
Trakten runt Mount Helmer består i huvudsak av gräsmarker.